# Jeremiah Horrocks
Jeremiah Horrocks (Toxteth Park, cerca de Liverpool, Lancashire; 1618-ibídem, 3 de enero de 1641), también llamado Jeremiah Horrox, fue un astrónomo inglés, el primero en hacer la observación del tránsito de Venus.

## Semblanza
Horrocks nació en Toxteth, cerca de Liverpool, en Lancashire. Su padre era un humilde granjero y su tío un relojero. Fue relativamente pobre durante toda su corta vida.
En Cambridge se familiarizó con los trabajos de Johannes Kepler, Tycho Brahe y otros. Horrocks estaba convencido de que las tablas de Philippe van Lansberge eran inexactas y que se iba a producir un tránsito de Venus en 1639, planeta que había observado durante años.
Horrocks calculó que desde su posición en Much Hoole el tránsito se produciría sobre las 3:00 p. m. del 24 de noviembre de 1639 (según el calendario juliano o el 4 de diciembre según el calendario gregoriano). El tiempo salió nuboso, pero pudo observar la diminuta sombra de Venus (en torno a 60") cruzando el sol sobre las 3:15 horas. Esto fue observado, desde su casa en Salford, asimismo por su amigo William Crabtree, con quien mantenía correspondencia.
Horrocks también puso sus esfuerzos en determinar la órbita lunar. Correctamente supuso que podía ser determinada por una órbita elíptica en lugar de circular y se anticipó a Isaac Newton en sugerir la influencia de la Tierra y el Sol sobre la órbita de la Luna. También estudió las mareas y trató de determinar la influencia de la Luna sobre ellas.
Regresó a Toxteh en el verano de 1640 y murió el 3 de enero de 1641 repentinamente, por causas desconocidas.

## Investigación lunar
Horrocks fue el primero en demostrar que la Luna se mueve en una trayectoria elíptica alrededor de la Tierra, y también propuso que los cometas siguen órbitas elípticas. Apoyó sus teorías por analogía a los movimientos de un péndulo cónico, observando que después ser liberado tras ser separado de su punto de equilibrio describe una trayectoria elíptica, y que su eje principal rota en la dirección de la revolución como lo hacen los ápsides de la órbita de la luna. Se anticipó a Isaac Newton sugiriendo la influencia del Sol y de la Tierra en la órbita de la luna. En los Principia Newton reconoció la labor de Horrocks en relación con su teoría del movimiento lunar. En los últimos meses de su vida Horrocks realizó estudios detallados de las mareas, intentando explicar el efecto de la luna sobre sus ciclos.

## Tránsito de Venus

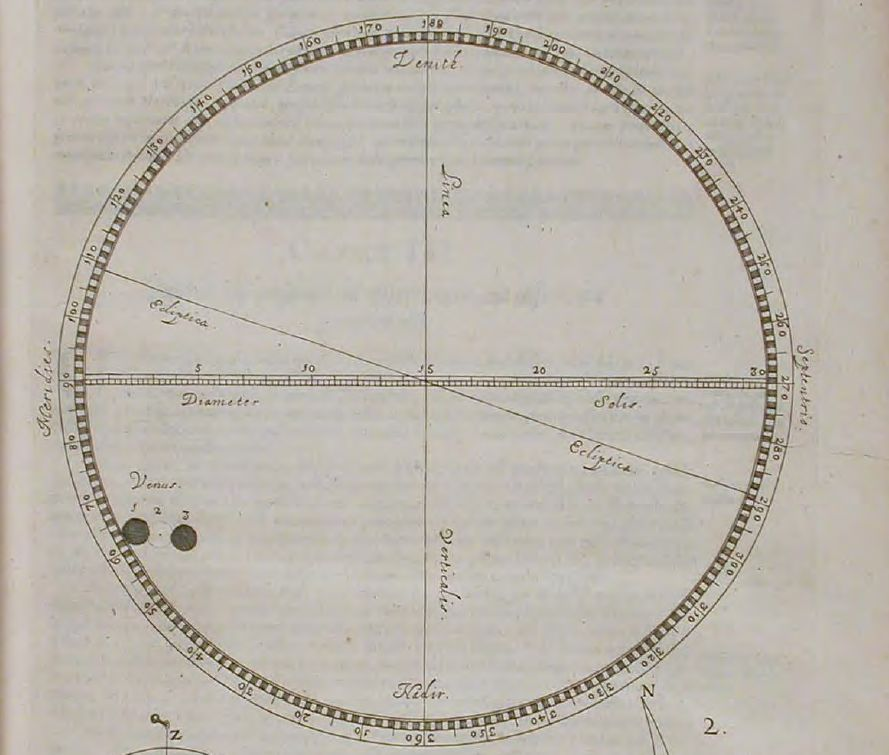
Registro elaborado por Horrocks del tránsito de Venus, publicado en 1662 por Johannes Hevelius.

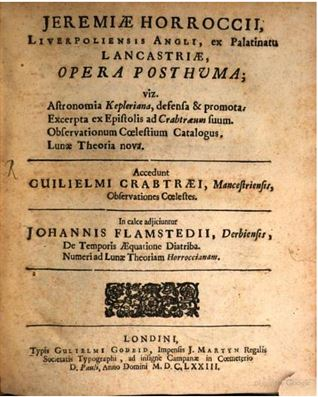
Portada de la Opera Posthuma de Jeremiah Horrock, publicada por la Royal Society en 1672.

En 1627, Johannes Kepler había publicado sus Tablas Rudolfinas, y dos años más tarde publicó extractos de las tablas en su folleto De raris mirisque Anni 1631 que incluyó un admonitio ad astronomos ("Advertencia a los astrónomos", en castellano) sobre el tránsito de Mercurio de 1631 y los tránsitos de Venus de 1631 y 1761. Las observaciones de Horrocks, combinadas con las de su amigo y corresponsal William Crabtree, le habían convencido de que las Tablas Rudolfinas de Kepler, aun siendo más precisas que las tablas producidas por Philip Van Lansberg, todavía necesitaban de alguna corrección. Las tablas de Kepler habían predicho una posición próxima a un tránsito de Venus en 1639, pero habiendo hecho sus propias observaciones durante años, Horrocks predijo que el tránsito se produciría de hecho, como así sucedió.
Horrocks fabricó un simple helioscopio enfocando la imagen del sol a través de un telescopio sobre una superficie plana, de forma que la imagen del sol podía ser observada con seguridad. Desde su ubicación en Much Hoole calculó que el tránsito comenzaría aproximadamente a las 15:00 del 24 de noviembre de 1639 (calendario juliano; 4 de diciembre en el calendario gregoriano). El tiempo estaba nublado, pero pudo observar la sombra negra pequeña de Venus cruzando el sol a partir de las 15:15; y continuó observándola durante media hora hasta la puesta del sol. El tránsito también fue observado por William Crabtree desde su casa en Broughton cerca de Mánchester.
Las observaciones de Horrocks le permitieron hacer una conjetura bien fundamentada en cuanto al tamaño de Venus (previamente se había pensado que era más grande y que estaba más próximo a la Tierra) y para estimar la distancia entre la Tierra y el sol, ahora conocido como unidad astronómica. Su cifra de 95 millones de kilómetros (59 millones de millas, 0.63 AU) estaba aún lejos de los 150 millones de kilómetros (93 millones de millas) conocidos hoy en día, pero fue más preciso que cualquier otro dato sugerido hasta ese momento.
Un tratado de Horrocks sobre el estudio del tránsito, Venus in sole visa (Venus visto sobre el sol), fue publicado más adelante por el astrónomo polaco Johannes Hevelius, causando gran expectación cuando fue mostrado a los miembros de la Royal Society en 1662, 20 años después de que fuera escrito. Presenta la naturaleza entusiasta y romántica de Horrocks, incluyendo comentarios humorísticos y pasajes de poesía originales.
Fue una época de grandes incertidumbres en la astronomía, cuando los astrónomos del mundo no podían conversar entre ellos y los teólogos fulminaban cualquier aseveración que contradijese las escrituras. Horrocks, aunque un joven piadoso, estaba firmemente aposentado en el lado del determinismo científico.

Es un error culpar a la más noble ciencia de las estrellas de incertidumbre debido a las observaciones imprecisas de ciertas personas. Por causas ajenas a su naturaleza sufre estas quejas que surgen de la incertidumbre y del error, no de los movimientos celestes, si no de las observaciones humanas... No considero que  imperfección alguna en los movimientos de las estrellas se haya detectado hasta ahora, ni creo que nunca sea encontrada. Lejos esté de mí pensar que Dios haya creado los cuerpos celestes más imperfectamente que el hombre los haya observado. – Jeremiah Horrocks

## Eponimia
- El cráter lunar Horrocks lleva este nombre en su memoria.
- Así mismo, el asteroide (3078) Horrocks conmemora su nombre.